# Synaphris dalmatensis
Synaphris dalmatensis är en spindelart som beskrevs av Jörg Wunderlich 1980. Synaphris dalmatensis ingår i släktet Synaphris och familjen Synaphridae.
Artens utbredningsområde är Kroatien. Inga underarter finns listade i Catalogue of Life.